# てっぱん!
『てっぱん!』は、筧秀隆による日本の漫画。『ヤングアニマルあいらんど』（白泉社）にて、2009年 no.8から2012年 no.18まで連載された。筧の白泉社での初連載作品。西の秋葉原といわれる日本橋を舞台にした、ちょっとHな人情コメディ。

## あらすじ
高校進学を機に、東京から母親の地元･大阪は日本橋にいる知り合いの家に世話になることになった、伊澄陸斗。そこで出会ったのは、お好み焼き屋｢大ちゃん｣の看板娘である篠原さつき。陸斗のさつきとの同居生活は、一緒にお風呂に入ったり添い寝したりパンチラしたりと、エッチなハプニングの連続で…♥

## 登場人物
伊澄陸斗（いすみりくと）
母子家庭で育ち、母親の仕事の都合もあり、高校進学時にさつきの家に単身居候生活を始めることに。実直な性格で、自分とは正反対な性格のさつきにいつも振り回されてしまう。
篠原さつき（しのはらさつき）
実家のお好み焼き屋「大ちゃん」で、亡き母の分まで働く女子高生。オタク街化してきた日本橋で客引きするために、メイド服で接客している。無邪気な人柄で、陸斗のことを弟のようにかわいがるが、次第にその感情は変わり始める。
坂巻睦月（さかまきむつき）
さつきのクラスメイトで、お好み焼き屋「大ちゃん」でアルバイト中。冷静沈着な反面、コスプレーヤーでもあるなど言動にしばしばオタク気質が見られる。
篠原大樹（しのはらだいき）
実家のお好み焼き屋「大ちゃん」の店長。コワモテの見た目に、豪快な気性の持ち主だが、一人娘であるさつきのことは何よりも大事に思っている。

## 書誌情報
- 筧秀隆『てっぱん!』 白泉社 《ジェッツコミックス》、全2巻
  1. 2010年6月29日発売、ISBN 978-4-592-14721-3
  2. 2012年6月29日発売、ISBN 978-4-592-14722-0

1巻には同誌に掲載された読切作品『ぐっど☆えんど』『姫=君』が収録されている。